# Dippersdorf (Gemeinde Neuhofen)
Dippersdorf (früher auch Dipersdorf) ist ein Ortsteil der Marktgemeinde Neuhofen an der Ybbs in Niederösterreich.

## Geografie
Das Dorf nordwestlich von Neuhofen liegt in der Ortschaft und Katastralgemeinde Schindau, in der es aber keine gleichnamige Siedlung gibt. Dippersdorf ist der größte Ort von Schindau. Die nach Ulmerfeld führende Landesstraße L89 durchschneidet Dippersdorf und beidseitig stehen mehrere große Vierkanthöfe.

## Geschichte
Im Jahr 1822 wurde der Ort als Dorf mit elf Häusern genannt, das nach Neuhofen eingepfarrt war, wohin auch die Kinder eingeschult wurden. Die Herrschaft Ulmerfeld besaß die Ortsobrigkeit, übte die Landgerichtsbarkeit aus und besorgte die Konskription. Die Untertanen und Grundholde des Ortes gehörten den Herrschaften Ulmerfeld, Kröllendorf und Hainstetten. Laut Adressbuch von Österreich waren im Jahr 1938 in Dippersdorf einige Landwirte mit Ab-Hof-Verkauf ansässig.